# Musée d'art asiatique de Corfou

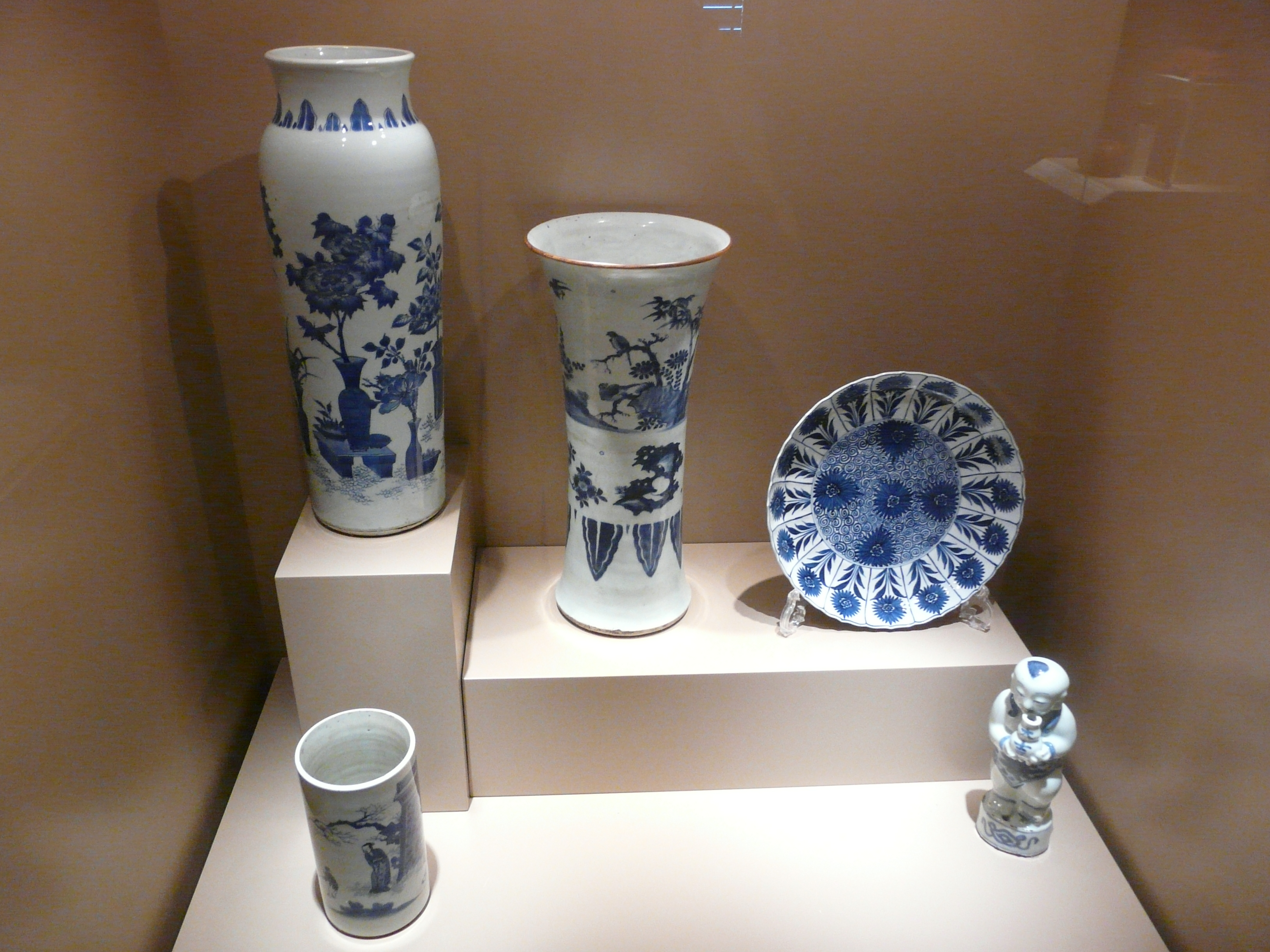
Porcelaine bleue et blanche de la dynastie Qing

Le musée d'art asiatique de Corfou (en grec moderne : Μουσείο Ασιατικής Τέχνης, Mousío Asiatikís Téchnis) dans la ville grecque de Corfou a été fondé en 1927 comme musée d'art chinois et japonais, en 1974 le nom a été changé. La collection se compose en grande partie de dons, le plus important étant celui de Grigórios Mános (el) avec 10 500 objets de 1927, qui est à la base de la collection.

## Bâtiment
Le musée est situé dans l'ancien palais du gouverneur ou palais de Saint-Michel et Saint-Georges. Le bâtiment néoclassique a été construit en calcaire maltais en 1819. C'était à l'origine le siège des chevaliers de l'ordre britannique de Saint-Michel et Saint-Georges et de la préfecture britannique de Corfou. Après l'annexion des îles Ioniennes à la Grèce, elle a été temporairement utilisée comme résidence d'été de la famille royale. Le bâtiment a été conçu par George Whitmore (en).

## Liens web
- Notices d'autorité :   - VIAF
  - BnF (données)
  - IdRef
  - LCCN
  - GND
  - CiNii
  - Norvège
  - WorldCat
- Site officiel du Museum of Asian Art (anglais, grec)
- Musée d'art asiatique de Corfou . Dans : Site Web du ministère grec de la Culture (anglais, grec)